# ヘルムート・ドゥカダム
ヘルムート・ドゥカダム（Helmuth Duckadam、1959年4月1日 - 2024年12月2日）は、ルーマニア出身の元同国代表サッカー選手。選手時代のポジションはゴールキーパー。

## 経歴
ステアウア・ブカレストのゴールキーパーとして1986年のUEFAチャンピオンズカップ優勝に導いた立役者。決勝のFCバルセロナ戦において、試合会場がスペインのセビリアという事もあって劣勢が予想される中、抜群の反射神経で好セーブを連発し、0-0のスコアのまま突入したPK戦では4人のキッカー（アレサンコ、ペドラサ、アロンソ、マルコス）を全て阻止する活躍を見せた。この活躍によりマスコミやファンはセビリアの英雄 (Eroul de la Sevilla) と讃えた。
しかしながら、この試合の暫く後に右腕に静脈血栓塞栓症を患い、同年12月の トヨタカップは不参加となった。この突然の出来事に、「ルーマニア秘密警察により拷問を受けた」「当時のニコラエ・チャウシェスク大統領の息子から脅迫を受けた」「チャンピオンズカップ優勝後、バルセロナのライバルであるレアル・マドリードからベンツを贈られたところ、チャウシェスクに供出を強要されたのを断ったため制裁を受けた」などの噂が流れたが真偽は定かでない。
1989年にヴァゴヌル・アラドで現役復帰を果たし、数シーズンプレーした後の1991年に現役を引退した。その様な事情からかルーマニア代表出場歴は2試合と少ない。
2008年3月25日、選手時代の功績が認められ、トライアン・バセスク大統領からスポーツ功労賞 (Meritul Sportiv) が授与された。
2010年からは現役時代にプレーしたステアウア・ブカレストの会長を務めている。
2024年12月2日に死去。65歳没。

## 個人タイトル
- ルーマニア年間最優秀選手賞　1回（1986年）